# Pachylocerus unicolor
Pachylocerus unicolor är en skalbaggsart som beskrevs av Carl August Dohrn 1878. Pachylocerus unicolor ingår i släktet Pachylocerus och familjen långhorningar.
Artens utbredningsområde är Myanmar. Inga underarter finns listade i Catalogue of Life.